# Prawo Plancka

Rozkład Plancka dla różnych temperatur. Moc promieniowania ciała w jednostkach względnych

Rozkład Plancka dla różnych temperatur. Moc (kJ/s) promieniowana przez ciało o powierzchni 1 m² do steradiana

Prawo Plancka – prawo opisujące emisję promieniowania elektromagnetycznego przez ciało doskonale czarne będące w równowadze termodynamicznej znajdujące się w danej temperaturze.

## Historia i postać matematyczna
14 grudnia 1900 Max Planck przedstawił uzasadnienie wzoru przedstawionego 19 października 1900 roku i będącego poprawioną wersją wzoru Wiena. Poprawka Plancka polegała na odjęciu od mianownika ułamka liczby 1. W uzasadnieniu Planck przyjął, że oscylatory wytwarzające promieniowanie cieplne mogą przyjmować tylko pewne wybrane stany energetyczne, a emitowane przez nie promieniowanie może być wysyłane tylko określonymi porcjami.
Zaproponowany rozkład został nazwany potem na jego cześć rozkładem Plancka:
{\displaystyle I(\nu )={\frac {2h\nu ^{3}}{c^{2}}}\cdot {\frac {1}{e^{\frac {h\nu }{kT}}-1}},}
gdzie:
{\displaystyle I(\nu )} – radiancja spektralna częstotliwościowa (tzn. radiancja na jednostkę częstotliwości) w kierunku prostopadłym do emitującej powierzchni (jednostka w SI: W·m−2·sr−1·Hz−1),
{\displaystyle \nu } – częstotliwość promieniowania,
{\displaystyle h} – stała Plancka,
{\displaystyle T} – temperatura ciała doskonale czarnego,
{\displaystyle c} – prędkość światła w próżni,
{\displaystyle k} – stała Boltzmanna.
Rozkład w zależności od długości fali:
{\displaystyle u(\lambda )={\frac {2c^{2}h}{\lambda ^{5}}}\cdot {\frac {1}{e^{\frac {hc}{\lambda kT}}-1}},}
gdzie:
{\displaystyle u(\lambda )} – radiancja spektralna (tzn. radiancja na jednostkę długości fali) (jednostka w SI: W·m−2·sr−1),
{\displaystyle \lambda } – długość fali promieniowania.
W celu wyjaśnienia promieniowania ciała doskonale czarnego Planck wprowadził nową stałą fizyczną, nazywaną obecnie stałą Plancka oznaczoną jako h. Datę 14 grudnia 1900 roku uważa się za narodziny mechaniki kwantowej. Stała Plancka okazała się kluczowym parametrem występującym w wielu równaniach opisujących zjawiska w skali atomowej. Późniejsze prace doprowadziły do sformułowania nowej statystyki Bosego-Einsteina, z której można było wyprowadzić rozkład Plancka. Porcje promieniowania cieplnego nazwano fotonami, a różnicom stanów energii nadano nazwę kwantów. Wiedząc że promieniowanie emitowane jest w postaci fotonów, można zapisać wzór wyrażający średnią liczbę emitowanych fotonów {\displaystyle \operatorname {d} N} o energii z zakresu {\displaystyle \operatorname {d} E} w postaci:
{\displaystyle \operatorname {d} N\sim \left[\exp \left({\frac {E}{kT}}\right)-1\right]^{-1}\operatorname {d} E.}